# San Nicandro Garganico
San Nicandro Garganico est une commune italienne de la province de Foggia, dans la région des Pouilles.
C’est une commune du Gargano, elle fait partie du parc national du Gargano.
Des structures architecturales et historiques sont présentes ici.
C'est une ville commerciale mais, surtout en été, très touristique.

## Communauté hébraïque
C'est à San Nicandro Garganico qu'un petit groupe de paysans, la Communauté hébraïque de San Nicandro (it), s'est mis à pratiquer de manière stricte les lois de l'Ancien Testament, guidés par un chef charismatique, Donato Manduzio. Celui-ci avait abandonné le christianisme et adopté les lois juives après avoir lu l'Ancien Testament et eu plusieurs visions.
Se considérant comme des « Hébreux », ils ignoraient l'existence de communautés juives en Italie, principalement à Rome. Un colporteur de passage leur ayant indiqué l'existence d'une communauté organisée à Rome, ils écrivirent au grand rabbin pour annoncer leur désir de se convertir officiellement, précisément au moment où les lois anti-juives de Mussolini entraient en vigueur. En 1946, ils se convertirent collectivement au judaïsme et en 1949 émigrèrent en Israël, où ils s’installent dans le moshav d’Alma. Leurs descendants vivent toujours dans l'État hébreu, parfaitement intégrés à la population. Un petit groupe d'entre eux n'a jamais quitté San Nicandro.
L'historienne Elena Cassin leur a consacré un ouvrage très documenté.

## Géographie
La petite ville de San Nicandro est située dans le mont Gargano, à treize kilomètres de l'Adriatique et à quelques kilomètres au sud-est du lac de Lesina.

## Histoire
- Le château normand-aragonais ou se trouve le musée ethnographique de la civilisation rurale[5].
- La Tour Mileto, tour côtière du XIIIe siècle.

## Administration
| Période                                  | Période | Identité | Étiquette | Qualité |
| ---------------------------------------- | ------- | -------- | --------- | ------- |
|                                          |         |          |           |         |
| Les données manquantes sont à compléter. |         |          |           |         |

### Hameaux
Torre Mileto est la statione balnéaire de la ville, tres touristique.
Dolina Pozzatina est le plus grand dolin d'Europe et peut-être dans le monde.
Torre Calarossa est une autre tour sur la côte, après Torre Mileto. Sa baie est l'une des plus belles de Gargano.
Et d'autres localités.

### Communes limitrophes
Apricena, Cagnano Varano, Lesina, Poggio Imperiale, San Marco in Lamis